# Lagochilus xianjiangensis
Lagochilus xianjiangensis là một loài thực vật có hoa trong họ Hoa môi. Loài này được G.J.Liu mô tả khoa học đầu tiên năm 1985.